# Korupcja wyborcza
Korupcja wyborcza – prawnicze, zbiorcze określenie czynów zabronionych określonych w art. 250a Kodeksu karnego. Są to występki przeciwko wyborom i referendum.
Karze pozbawienia wolności od 3 miesięcy do lat 5 podlega osoba uprawniona do głosowania, która przyjmuje korzyść majątkową lub osobistą albo takiej korzyści żąda za głosowanie w określony sposób (art. 250a § 1 kk) – korupcja wyborcza bierna.
Tej samej karze co określonej w art. 250a § 1 kk podlega osoba, która udziela korzyści majątkowej lub osobistej osobie uprawnionej do głosowania, aby skłonić ją do głosowania w określony sposób lub za głosowanie w określony sposób (art. 250a § 2 kk) – korupcja wyborcza czynna.
W wypadku mniejszej wagi, sprawca czynu określonego w § 1 lub 2 art. 250a podlega grzywnie, karze ograniczenia wolności albo pozbawienia wolności do lat 2 (art. 250a § 3 kk). Jeżeli sprawca przestępstwa określonego w § 1 albo w § 3 art. 250a kk w związku z § 1 art. 250a kk zawiadomił organ powołany do ścigania o fakcie przestępstwa i okolicznościach jego popełnienia, zanim organ ten o nich się dowiedział, sąd stosuje nadzwyczajne złagodzenie kary, a nawet może odstąpić od jej wymierzenia (art. 250a § 4 kk).